# Samuel Girard (Shorttracker)
Samuel Girard (* 26. Juni 1996 in Ferland-et-Boilleau) ist ein ehemaliger kanadischer Shorttracker.

## Werdegang
Girard hatte international seinen ersten Erfolg bei den Juniorenweltmeisterschaften 2014 in Erzurum. Dort gewann er über 500 m und im 1500-m-Superfinale die Silbermedaille. Im Weltcup startete er erstmals zu Beginn der Saison 2014/15 in Salt Lake City und belegte dabei den zehnten Platz über 500 m und den fünften Rang über 1500 m. Im weiteren Saisonverlauf erreichte er mit dem dritten Platz beim Weltcup in Shanghai und dem zweiten Platz in Seoul jeweils mit der Staffel über 5000 m seine ersten Podestplatzierungen im Weltcup. Seine besten Platzierungen bei den Weltmeisterschaften 2015 in Moskau waren der 18. Platz über 1500 m und den siebten Rang mit der Staffel über 5000 m. Zu Beginn der Saison 2015/16 kam er beim Weltcup in Montreal mit dem dritten Rang über 1000 m erstmals im Einzel aufs Podium. Im weiteren Saisonverlauf erreichte er im Weltcupeinzel acht Top-Zehn-Platzierungen, darunter Platz drei über 500 m in Shanghai. Zudem wurde er in Shanghai Dritter mit der Staffel und in Dresden Zweiter mit der Staffel. In Toronto holte er über 1000 m und mit der Staffel seine ersten Weltcupsiege. Beim Saisonhöhepunkt den Weltmeisterschaften 2016 in Seoul gewann er über 1000 m und mit der Staffel jeweils die Silbermedaille. Die Saison beendete er auf dem siebten Platz im Weltcup über 1000 m und auf dem dritten Rang im Weltcup über 500 m. Zu Beginn der Saison 2016/17 siegte er in Calgary über 500 m und belegte dort zudem den dritten Platz über 1000 m. Beim folgenden Weltcup in Salt Lake City triumphierte er über 1500 m. Es folgten im Weltcupeinzel drei Top-Zehn-Resultate und in Gangneung der zweite Platz mit der Staffel und erreang damit den fünften Platz im Weltcup über 500 m. Bei den Weltmeisterschaften 2017 in Rotterdam gewann er die Bronzemedaille im Mehrkampf und die Silbermedaille über 1500 m. In der Weltcupsaison 2017/18 siegte er in Budapest mit der Staffel und in Dordrecht über 500 m und mit der Staffel. Außerdem wurde er in Dordrecht Zweiter über 1000 m und in Shanghai mit der Staffel und in Seoul über 1000 m jeweils Dritter. Er belegte damit den achten Platz im Weltcup über 1500 m, den fünften Rang im Weltcup über 1000 m und den dritten Platz im Weltcup über 500 m. Bei den Olympischen Winterspielen 2018 in Pyeongchang gewann Girard über 1000 m die Goldmedaille. Mit der Staffel holte er über 5000 m die Bronzemedaille. Im März 2018 holte er bei den Weltmeisterschaften in Montreal die Silbermedaille mit der Staffel.
In der Saison 2018/19 siegte Girard in Almaty über 500 m und in Dresden mit der Staffel und errang in Almaty den zweiten Platz mit der Staffel. Zudem triumphierte er in Almaty mit der Mixed-Staffel und lief in Turin auf den zweiten Platz mit der Mixed-Staffel. Er erreichte zum Saisonende den dritten Platz im Weltcup über 500 m. Bei den Weltmeisterschaften 2019 in Sofia gewann er über 1500 m die Silbermedaille. Im Mehrkampf wurde er dort Vierter und mit der Staffel Sechster.
Am 25. Mai 2019 beendete er seine Karriere, aufgrund von Motivationsproblemen.

## Weltcupsiege

### Weltcupsiege im Einzel
| Nr. | Datum             | Ort            | Disziplin |
| --- | ----------------- | -------------- | --------- |
| 1.  | 7. November 2015  | Toronto        | 500 m     |
| 2.  | 4. November 2016  | Calgary        | 500 m     |
| 3.  | 12. November 2016 | Salt Lake City | 1500 m    |
| 4.  | 7. Oktober 2017   | Dordrecht      | 500 m     |
| 5.  | 9. Dezember 2018  | Almaty         | 500 m     |

### Weltcupsiege im Team
| Nr. | Datum            | Ort         |
| --- | ---------------- | ----------- |
| 1.  | 8. November 2015 | Toronto 1   |
| 2.  | 1. Oktober 2017  | Budapest 2  |
| 3.  | 8. Oktober 2017  | Dordrecht 2 |
| 4.  | 9. Dezember 2018 | Almaty 3    |
| 5.  | 3. Februar 2019  | Dresden 2   |

## Persönliche Bestzeiten
- 500 m      39,987 s (aufgestellt am 22. Februar 2018 in Gangneung)
- 1000 m    1:23,192 min (aufgestellt am 20. August 2017 in Montreal)
- 1500 m    2:09,723 min (aufgestellt am 12. November 2016 in Salt Lake City)
- 3000 m    4:48,550 min (aufgestellt am 12. März 2017 in Rotterdam)